# Eugenia arenosa
Eugenia arenosa är en myrtenväxtart som beskrevs av Joáo Rodrigues de Mattos. Eugenia arenosa ingår i släktet Eugenia och familjen myrtenväxter. Inga underarter finns listade i Catalogue of Life.